# ვ
ვ（グルジア語: ვინი、/vɪnɪ/）は、現行のグルジア文字の6番目の文字である。

## 使用
ジョージア語では有声唇歯摩擦音[v]を表す。記数法では数値6を表す。
ジョージア国内のラズ語でも使用されている。トルコ国内で使用されているラズ語ラテン・アルファベットの「V」に対応する。アブハズ語（1937年から1954年まで）およびオセット語（1938年から1954年まで） のグルジア文字表記法でも使用されていたが、現在はキリル文字が主に使われ、「В」と記される。
ジョージア語のラテン文字化では「V」と記す。グルジア語の点字では記号⠺（U + 283A）となる。

## 字形
| アソムタヴルリ | ヌスフリ | ムヘドルリ | ムタヴルリ |
| -------------- | -------- | ---------- | ---------- |
|                |          |            |            |

## 符号位置
| 文字 | Unicode | JIS X 0213 | 文字参照          | 備考           |
| ---- | ------- | ---------- | ----------------- | -------------- |
| Ⴅ    | U+10A5  | -          | &#x10A5; &#4261;  | アソムタヴルリ |
| ⴅ    | U+2D05  | -          | &#x2D05; &#11525; | ヌスフリ       |
| Ვ    | U+1C95  | -          | &#x1C95; &#7317;  | ムタヴルリ     |
| ვ    | U+10D5  | -          | &#x10D5; &#4309;  | ムヘドルリ     |